# Lotnisko Kapfenberg
Lotnisko Kapfenberg (Flugplatz Kapfenberg) – lotnisko obsługujące Kapfenberg w Austrii (Styria).